# Силодозин
Силодозин (англ. Silodosin, лат. Silodosinum) — синтетичний препарат для лікування доброякісної гіперплазії передміхурової залози, що належить до групи альфа-адреноблокаторів. Силодозин застосовується перорально. Силодозин уперше синтезований у Японії, та застосовується у клінічній практиці з 2006 року.

## Фармакологічні властивості
Силодозин — синтетичний лікарський препарат, що належить до групи альфа-адреноблокаторів. Механізм дії препарату полягає у селективному блокуванні постсинаптичних α1-адренорецепторів гладеньких м'язів простати, шийки сечового міхура і простатичної частини уретри, наслідком чого є зменшення опору і тиску в сечових шляхах, покращення відтоку сечі та полегшення процесу сечопуску. Під час застосування силодозину також зменшуються симптоми, пов'язані із обструкцією сечових шляхів та симптоми подразнення сечових шляхів, пов'язані із їх обструкцією (такі як утруднення початку сечовипускання, послаблення струменя сечі, виділення крапель сечі після закінчення сечовипускання, відчуття неповного спорожнення сечового міхура, часті позиви до сечопуску, позиви до сечовипускання в нічний час, невідкладність сечовипускання). Силодозин застосовується при гіперплазії передміхурової залози та інших захворюваннях, при яких спостерігається затримка сечі. Силодозин є найбільш селективним препаратом із групи альфа-адреноблокаторів до альфа-1-адренорецепторів гладеньких м'язів простати, шийки сечового міхура та уретри, у зв'язку із чим при його застосуванні спостерігається менша кількість побічних ефектів, зокрема з боку серцево-судинної системи.

### Фармакокінетика
Силодозин швидко та добре всмоктується у шлунково-кишковому тракті, проте біодоступність препарату складає лише 32 %. Максимальна концентрація силодозину в крові досягається протягом 2,5 годин після прийому. Препарат добре (на 91 %) зв'язується з білками плазми крові. Даних за проникнення препарату через плацентарний бар'єр та за виділення в грудне молоко препарату немає. Метаболізується препарат у печінці з утворенням активного метаболіту, який має вищу концентрацію в плазмі крові, ніж сам силодозин. Виводиться препарат із організму переважно із калом у вигляді метаболітів, третина препарату виводиться із сечею. Період напіввиведення силодозину становить 11 годин, період напіввиведення активного метаболіту складає близько 24 годин, цей час може змінюватися при порушеннях функції печінки та нирок.

## Покази до застосування
Силодозин застосовують для лікування доброякісної гіперплазії передміхурової залози.

## Побічна дія
При застосуванні силодозину найчастішим побічними ефектами вважається порушення еякуляції, хоча, згідно результатів досліджень, у пацієнтів, у яких спостерігався даний побічний ефект, спостерігалась і вища ефективність силодозину. Іншими відносно частими побічними ефектами препарату є закладеність носа, запаморочення, головний біль, діарея, ортостатична гіпотензія. Іншими побічними ефектами препарату є:
- Алергічні реакції — шкірний висип, свербіж шкіри, набряк обличчя або глотки по типу набряку Квінке, кропив'янка, еритема шкіри.
- З боку травної системи — нудота, сухість у роті, збільшення активності ферментів печінки.
- З боку нервової системи — втрата свідомості, непритомність, інтраопераційний синдром атонічної райдужки.
- Інші побічні ефекти — еректильна дисфункція, зниження лібідо.

## Протипоказання
Тамсулозин протипоказаний при підвищеній чутливості до препарату, при важкій нирковій або печінковій недостатності, у дитячому та підлітковому віці.

## Форми випуску
Силодозин випускається у вигляді желатинових капсул по 0,004 і 0,008 г.